# Eidos Interactive
Eidos Interactive és una empresa publicadora de videojocs i té la seu de la companyia germana situada al Regne Unit. Ara és part de l'Eidos Group of Companies i una subsidiària de SCi Entertainment Group PLC que està al London Stock Exchange. És conegut per la saga de videojocs Tomb Raider, Hitman, Commandos, Deus Ex, Legacy of Kain, Fear Effect i Thief.

## Videojocs
- 25 To Life
- Age of Conan: Hyborian Adventures
- Backyard Wrestling: Don't Try This At Home
- Backyard Wrestling 2: There Goes the Neighborhood
- Battlestations: Midway
- Blood Omen: Legacy of Kain
- Championship Manager 5
- Championship Manager 2010
- Chili Con Carnage
- Chuck Rock
- Commandos: Behind Enemy Lines
  - Commandos: Beyond the Call of Duty
  - Commandos 2: Men of Courage
  - Commandos 3: Destination Berlin
  - Commandos: Strike Force
- Daikatana
- Deathtrap Dungeon
- Deus Ex (2000)
  - Deus Ex: Invisible War (2003)
  - Deus Ex: Human Revolution (2011)
- Fear Effect
  - Fear Effect 2: Retro Helix
- Fighting Force
  - Fighting Force 2
- Final Fantasy VII
- Final Fantasy VIII
- Gangsters
- Hitman: Codename 47
  - Hitman 2: Silent Assassin
  - Hitman: Contracts
  - Hitman: Blood Money
- Infernal (videojoc)
- JSF: Joint Strike Fighter
- Just Cause (videojoc)
- Kane & Lynch: Dead Men
- Legacy of Kain: Soul Reaver
- Legacy of Kain: Soul Reaver 2
- pocket pool
- Legaia 2: Duel Saga
- Lego Star Wars: The Video Game
- Mad Maestro
- Mister Mosquito
- Ninja: Shadow of Darkness
- Official Formula 1 Racing
- Praetorians
- Project Eden
- Project Snowblind
- Revenant
- Shellshock
- Shellshock: Nam '67
- Spider The Video Game
- Startopia
- Thief
  - Thief: The Dark Project
  - Thief II: The Metal Age
  - Thief: Deadly Shadows
- Tomb Raider (1996)
  - Tomb Raider II
  - Tomb Raider III
  - Tomb Raider: The Last Revelation
  - Tomb Raider Chronicles
  - Lara Croft Tomb Raider: The Angel of Darkness
  - Tomb Raider: Legend
  - Lara Croft Tomb Raider: Anniversary
- Touch the Dead
- Trade Empires
- The Unholy War
- Urban Chaos
- Virtual Resort: Spring Break